# Токро рудочубий
Токро рудочубий (Odontophorus stellatus) — вид куроподібних птахів родини токрових (Odontophoridae).

## Поширення
Вид поширений на заході Південної Америки. Трапляється на заході Бразилії, в Еквадорі, Перу та Болівії. Природним середовищем існування є субтропічні або тропічні вологі гірські ліси.

## Опис
Птах завдовжки 24—28 см. Верхня частина тіла оливково-коричнева з темними смужками. На голові є яскраво виражений гребінь, червоно-коричневий у самця і коричнево-чорний у самиці. Лоб темно-коричневий, решта голови, шия, горло та плечі сірі. Нижня частина червонувато-коричнева з білими вкрапленнями по боках грудей.